# اوبروترباخ
اوبروترباخ (به آلمانی: Oberotterbach) یک شهر در آلمان است که در زودلیشه واینشتراسه واقع شده‌است. اوبروترباخ  ۱٬۲۶۷ نفر جمعیت دارد.